# Chassignita
Les chassignites són un grup de meteorits de la classe dels meteorits marcians, els quals es troben englobats dins dels meteorits de tipus acondrita.
La primera chassignita trobada va ser el meteorit Chassigny, que va caure a la localitat de Chassigny, al departament francès d'Alt Marne l'any 1815. La segona chassignita recuperada, anomenada Northwest Africa (NWA) 2737 es va trobar entre el Marroc i al Sàhara Occidental en el mes d'agost del 2000, gràcies als caçadors de meteorits Bruno Fectay i Carine Bidaut, que li van donar el nom temporal "Diderot". Va ser exposat per Beck et al. qui explicava que la seva mineralogia i química d'elements traça, així com isòtops d'oxigen, revelen un origen marcià inequívoc i fortes afinitats amb el meteorit de Chassigny. Una tercera i última chassignita va ser descoberta l'any 2014 al Marroc, l'anomenada NWA 8694.